# 貞觀 (西夏)
貞觀（西夏文：𗣼𘝯，1101年—1113年）是西夏崇宗李乾顺的第四个年號，共計13年。
今有西夏官印，印文為「貞觀壬午二年」、「貞觀癸未三年」、「貞觀甲申四年」、「貞觀辛卯十一年」、「貞觀壬辰十二年」，則元年為辛巳年，即1101年。

## 改元
- 1101年——改元貞觀。
- 1114年——改元雍寧。

## 纪年對照表
| 贞观 | 元年   | 二年   | 三年   | 四年   | 五年   | 六年   | 七年   | 八年   | 九年   | 十年   |
| ---- | ------ | ------ | ------ | ------ | ------ | ------ | ------ | ------ | ------ | ------ |
| 公元 | 1101年 | 1102年 | 1103年 | 1104年 | 1105年 | 1106年 | 1107年 | 1108年 | 1109年 | 1110年 |
| 干支 | 辛巳   | 壬午   | 癸未   | 甲申   | 乙酉   | 丙戌   | 丁亥   | 戊子   | 己丑   | 庚寅   |
| 貞觀 | 十一年 | 十二年 | 十三年 |        |        |        |        |        |        |        |
| 公元 | 1111年 | 1112年 | 1113年 |        |        |        |        |        |        |        |
| 干支 | 辛卯   | 壬辰   | 癸巳   |        |        |        |        |        |        |        |

## 同期存在的其他政权年号
- 中國
  - 建中靖国（1101年）：宋—宋徽宗赵佶之年号
  - 崇宁（1102年－1106年）：宋—宋徽宗赵佶之年号
  - 大观（1107年－1110年）：宋—宋徽宗赵佶之年号
  - 政和（1111年－1118年）：宋—宋徽宗赵佶之年号
  - 寿昌（1095年－1101年）：遼—遼道宗耶律洪基之年号
  - 乾統（1101年－1110年）：遼—遼天祚帝耶律延禧之年號
  - 天慶（1111年－1120年）：遼—遼天祚帝耶律延禧之年號
  - 明开（1097年－1103年）：大理—段正淳之年號
  - 天政（1103年－1104年）：大理—段正淳之年號
  - 文安（1104年－1108年）：大理—段正淳之年號
  - 日新（1108年－1109年）：大理—段正嚴之年號
  - 文治（1110年－1121年）：大理—段正嚴之年號
- 越南
  - 龍符元化（1101年－1109年）：李朝—李乾德之年號
  - 會祥大慶（1110年－1119年）：李朝—李乾德之年號
- 日本
  - 康和（1099年－1104年）：堀河天皇之年号
  - 長治（1104年－1106年）：堀河天皇之年号
  - 嘉承（1106年－1108年）：堀河天皇與鳥羽天皇之年号
  - 天仁（1108年－1110年）：鳥羽天皇之年号
  - 天永（1110年－1113年）：鳥羽天皇之年号
  - 永久（1113年－1118年）：鳥羽天皇之年号

## 深入閱讀
- 李崇智. . 北京: 中華書局. 2004年12月. ISBN 7101025129.
- 鄧洪波. . 臺北: 國立臺灣大學東亞經典與文化研究計劃. 2005年3月  [2021-12-09]. ISBN 9789860005189. （原始内容 (pdf)存档于2007-08-25）.
- 長部和雄.  (pdf). 東京: 京都大學. 1933年7月1日  [2021年12月9日]. ISBN. （原始内容存档 (PDF)于2021年12月9日）.
- 長部和雄.  (PDF). 東京: 京都大學. 1933年10月1日  [2021年12月18日]. ISBN. （原始内容 (pdf)存档于2021年12月18日）.

## 參看
- 中國年號索引
- 其他政权使用的貞觀年号

| 前一年號： 永安 | 西夏年号 | 下一年號： 雍寧 |